# إلسي أبي عاصي
إليزابيث أبي عاصي (المعروفة إعلاميا بإلسي أبو عاصي)، هي صحفية ومقدمة أخبار لبنانية ولدت في عام 1977، عملت في قناة بي بي سي في عام 2006 وعملت في التلفزيون اللبناني كمقدمة أخبار ومراسلة ميدانية، بدأت العمل في قناة الجزيرة في عام 2006.
كتبت العديد من التقارير التي واكبت الأحداث اللبنانية المرتبطة بالثورة في سوريا وأحوال اللاجئين السوريين في لبنان وظروفهم الإنسانية. كما أجرت عددا من الحوارات المطولة لصالح قناة الجزيرة، أبرزها مع وزير الخارجية البريطاني السابق ديفيد ميليباند، ومع رئيسي الحكومة اللبنانيين نجيب ميقاتي وتمام سلام.

## حياتها

### طفولتها وتعليمها
ولدت في بيروت خلال الحرب الأهلية اللبنانية، وكانت الابنة الوسطى لعائلة من ثلاثة أبناء. تنحدر من بلدة اسمها العبادية في جبل لبنان، لكنها لم تزر بلدتها حتى عام 2001 حيث حالت ظروف التهجير القسري والحرب الاهلية اللبنانية دون إمكانية زيارتها بلدتها.
اهتمت بالمجال الصحفي منذ صغرها وتأثرت بوالديها اللذين كان لهما اهتمام بالحياة السياسية وقراءة الصحف ومشاهدة نشرات الأخبار يوميا.
تلقت تعليمها في مدرسة إنجليزية في بيروت ثم التحقت بالجامعة اللبنانية الأميركية في لبنان حيث تخصصت في فنون الاتصال، فرع الصحافة، وتخرجت بدرجة امتياز. أثناء دراستها عملت في عدد من الصحف والمطبوعات اللبنانية المحلية الصادرة باللغة الإنجليزية، مما أتاح لها فرصة التعرف عن قرب على العمل الصحفي بشقيه الميداني والإداري.

### مسيرتها المهنية
في أواخر عام 1999 التحقت بتلفزيون لبنان لتعمل كمنتجة أخبار ومراسلة ميدانية ثم مذيعة أخبار. حتى ذلك الوقت كانت تعرف باسم "إليزابث أبي عاصي" وهو اسمها عند الولادة، لكنها فضلت استعمال اسم "إلسي" في العمل الصحفي، وهو الاسم المصغر الذي تطلقه عليها أسرتها، باعتبار أنه أقرب للجمهور الناطق بالعربية.
كانت بدايتها الحقيقية في العمل الميداني حين غطت أحداث تحرير الجنوب اللبناني من الاحتلال الإسرائيلي، إذ كانت أول صحفية تدخل إلى بلدة الناقورة الحدودية، لتخرج بأول رسالة مصورة من هناك بعد ساعات من خروج قوات الاحتلال من البلدة.
في عام 2004 التحقت بقناة "أي أن بي" الإخبارية في بيروت، كمذيعة أخبار وغطت العديد من الأحداث العربية في تلك الفترة، لا سيما النتائج المترتبة عن الاحتلال الأميركي للعراق واغتيال رئيس الوزراء اللبناني السابق رفيق الحريري.
في عام 2006؛ التحقت للعمل في قناة الجزيرة كمذيعة للنشرة الإخبارية. وانتدبت لتغطية أحداث عربية وعالمية ميدانية كأحداث 7 مايو في لبنان، والانتخابات الرئاسية اللبنانية عام 2008، والانتخابات الرئاسية الإيرانية عام 2009، ومواكبة انطلاق أعمال المحكمة الخاصة بلبنان عام 2014، واستفتاء شبه جزيرة القرم التي أدت إلى انفصالها عن أوكرانيا عام 2014.
عينت مذيعة لبرنامج "زيارة خاصة" سنة 2010، لكنها عادت لتقديم نشرة الأخبار من الاستوديو في الدوحة نتيجة اندلاع ثورات الربيع العربي، ومن ثم التحقت بمكتب الجزيرة في بيروت، حيث واكبت الأحداث السياسية والأمنية التي ترافقت مع تلك الفترة.